# باشگاه فوتبال گراجانسکی زاگرب
باشگاه فوتبال گراجانسکی زاگرب (انگلیسی: First Croatian Citizens' Sports Club) یک باشگاه فوتبال در شهر زاگرب بود که در سال ۱۹۱۱ تأسیس و در سال ۱۹۴۵ منحل شد. این باشگاه سابقه ۵ قهرمانی در لیگ دسته اول فوتبال یوگسلاوی (۱۹۲۳–۱۹۴۰) را در کارنامه دارد.
باشگاه گراجانسکی در آوریل ۱۹۴۵ توسط دولت کمونیستی جدید یوگسلاوی پس از جنگ جهانی دوم منحل شده و در ژوئن ۱۹۴۵ باشگاه فوتبال دینامو زاگرب با رنگ و نام مستعار گراجانسکی تأسیس شد تا جای باشگاه منحل شده را بگیرد.